# Melling-with-Wrayton
Melling-with-Wrayton is een civil parish in het bestuurlijke gebied Lancaster, in het Engelse graafschap Lancashire met 299 inwoners.